# Touche pas à mon gazon
Pour plus de détails, voir Fiche technique et Distribution.
Touche pas à mon gazon (Fun with Dick and Jane) est une comédie américaine de Ted Kotcheff sortie en 1977. George Segal et Jane Fonda incarnent dans ce film un couple de gens modestes qui deviennent des criminels.
En 2005 est sorti un remake : le film Braqueurs amateurs avec Jim Carrey.

## Fiche technique
- Titre : Touche pas à mon gazon
- Titre original : Fun with Dick and Jane
- Réalisation : Ted Kotcheff
- Scénario : Gerald Gaiser, David Giler, Jerry Belson et 	Mordecai Richler
- Photographie : Fred J. Koenekamp
- Musique : Ernest Gold et The Movies (chanson Ahead of the Game)
- Costumes : Donfeld
- Producteurs : Peter Bart et Max Palevsky
- Pays d'origine :  États-Unis
- Format : Couleurs
- Genre : Comédie
- Durée : 95 minutes
- Dates de sortie : 1977 (États-Unis)
- Affiche : Bill Gold (États-Unis)

## Distribution
- George Segal (VF : Dominique Paturel) : Dick Harper
- Jane Fonda (VF : Perette Pradier) : Jane Harper
- Ed McMahon (VF : André Valmy) : Charlie Blanchard
- Richard Gautier (VF : Claude Rollet) : Révérend Will
- Allan Miller (en) (VF : Pierre Garin) : directeur de la Loan Company
- Hank Garcia (VF : Gilles Tamiz) : Raoul Esteban
- John Dehner (VF : Jean Berger) : père de Jane
- Mary Jackson (VF : Hélène Tossy) : mère de Jane
- Art Evans : client du bar
- Jean Carson : Paula
- Gloria Stroock (VF : Lily Baron) : Mildred Blanchard
- Louis Guss : client de la compagnie du téléphone